# Ferris Bueller
Ferris Bueller  è una serie televisiva statunitense in 13 episodi trasmessi per la prima volta nel corso di una sola stagione dal 1990 al 1991. È conosciuta in Italia anche con il titolo Su e giù per il college.
È tratta dal film del 1986 Una pazza giornata di vacanza (Ferris Bueller's Day Off). Debuttò il 23 agosto 1990 sulla NBC e fu annullata durante la sua prima stagione, pochi mesi dopo il debutto, a dicembre del 1990. I restanti episodi furono trasmessi solo ad agosto del 1991. È una serie del genere sitcom incentrata sulle vicende di Ferris Bueller, scanzonato e popolare studente della Ocean Bay High School di Santa Monica (nel film il ruolo di Bueller era stato affidato a Matthew Broderick). La serie vede anche un'allora relativamente sconosciuta Jennifer Aniston nel ruolo della sorella di Ferris, Jeannie Bueller.

## Personaggi e interpreti
- Ferris Bueller (13 episodi, 1990-1991), interpretato da	Charlie Schlatter.
- Preside Ed Rooney (13 episodi, 1990-1991), interpretato da	Richard Riehle.
- Bill Bueller (13 episodi, 1990-1991), interpretato da	Sam Freed.
- Jeannie Bueller (13 episodi, 1990-1991), interpretata da	Jennifer Aniston.
- Sloan Peterson (13 episodi, 1990-1991), interpretata da	Samantha Robson.
- Cameron Frye (13 episodi, 1990-1991), interpretato da	Brandon Douglas.
- Grace (13 episodi, 1990-1991), interpretato da	Judith Kahan.
- Barbara Bueller (13 episodi, 1990-1991), interpretata da	Cristine Rose.
- Arthur Petrelli (10 episodi, 1990), interpretato da	Jeff Maynard.
- Delinquente (4 episodi, 1990), interpretato da	Robert M. Bouffard.
- Studente (3 episodi, 1990), interpretato da	Chris Claridge.
- Dork (3 episodi, 1990), interpretato da	David Glasser.
- Wimp (3 episodi, 1990), interpretato da	Brandon Rane.
- Mr. Rickets (3 episodi, 1990), interpretato da	Jerry Tullos.
- Mr. Prescott (2 episodi, 1990), interpretato da	Jim DeMarse.
- Noi (2 episodi, 1990), interpretato da	Tai Thai.

## Produzione
La serie, ideata da John Masius, fu prodotta da Paramount Television e girata in California. Le musiche furono composte da Glenn A. Jordan.

### Registi
Tra i registi della serie sono accreditati:
- Bill Bixby (2 episodi, 1990)
- Steve Dubin (2 episodi, 1990)
- Victor Lobl (2 episodi, 1990)
- Bethany Rooney (2 episodi, 1990)

## Distribuzione
La serie fu trasmessa negli Stati Uniti dal 1990 al 1991 sulla rete televisiva NBC. In Italia è stata trasmessa con i titoli Ferris Bueller e Su e giù per il college.
Alcune delle uscite internazionali sono state:
- negli Stati Uniti il 23 agosto 1990 (Ferris Bueller)
- negli Stati Uniti il 23 agosto 1990
- in Finlandia il 21 giugno 1992 (Vaihda vapaalle, Ferris Bueller)
- in Svezia il 21 luglio 2001
- in Ungheria il 27 aprile 2002 (Ferris Bueller)
- in Spagna (Un chico listo)
- in Italia (Ferris Bueller)

## Episodi
| Stagione       | Episodi | Prima TV USA |
| -------------- | ------- | ------------ |
| Prima stagione | 13      | 1990-1991    |